# Rua Pastor David Koop
A Rua Pastor David Koop é um logradouro do município de Curitiba, estado do Paraná.
A “David Koop” é uma das ruas do bairro Boqueirão. De pequena extensão, inicia-se na Rua Acyr Boza, atravessando a Rua Gabriel Corisco Domingues e termina na Travessa Carlos Alberto de Druzina.

## Homenagem
Esta rua é uma homenagem a lembrança do russo, naturalizado brasileiro, David Koop. Nascido em Orlov, David chegou ao Brasil entre as décadas de 1920 e 1930 e estabeleceu residência na fazenda que a comunidade Menonita adquiriu na região sul de Curitiba. Pastor desde 1925, David exercia atividades na pecuária leiteira e foi um dos sócios fundadores da Cooperativa Mista Boqueirão e da Cooperativa de Laticínios Curitiba (CLAC). Um dos líderes religiosos da comunidade Menonita, David Koop contribuiu para o crescimento da região onde hoje é o bairro curitibano do Boqueirão.

## História
Mauricio R. Fruet, então prefeito de Curitiba, assinou a Lei Ordinária n° 6651/1985 em 27 de maio de 1985 determinando que uma das vias públicas do município possuísse a denominação de “Pastor David Koop” . A iniciativa da homenagem partiu da Comissão de Educação, Cultura, Bem Estar Social e Turismo do município. A lei só entrou em vigor em 8 de agosto de 1985 quando a foi publicada no diário oficial.

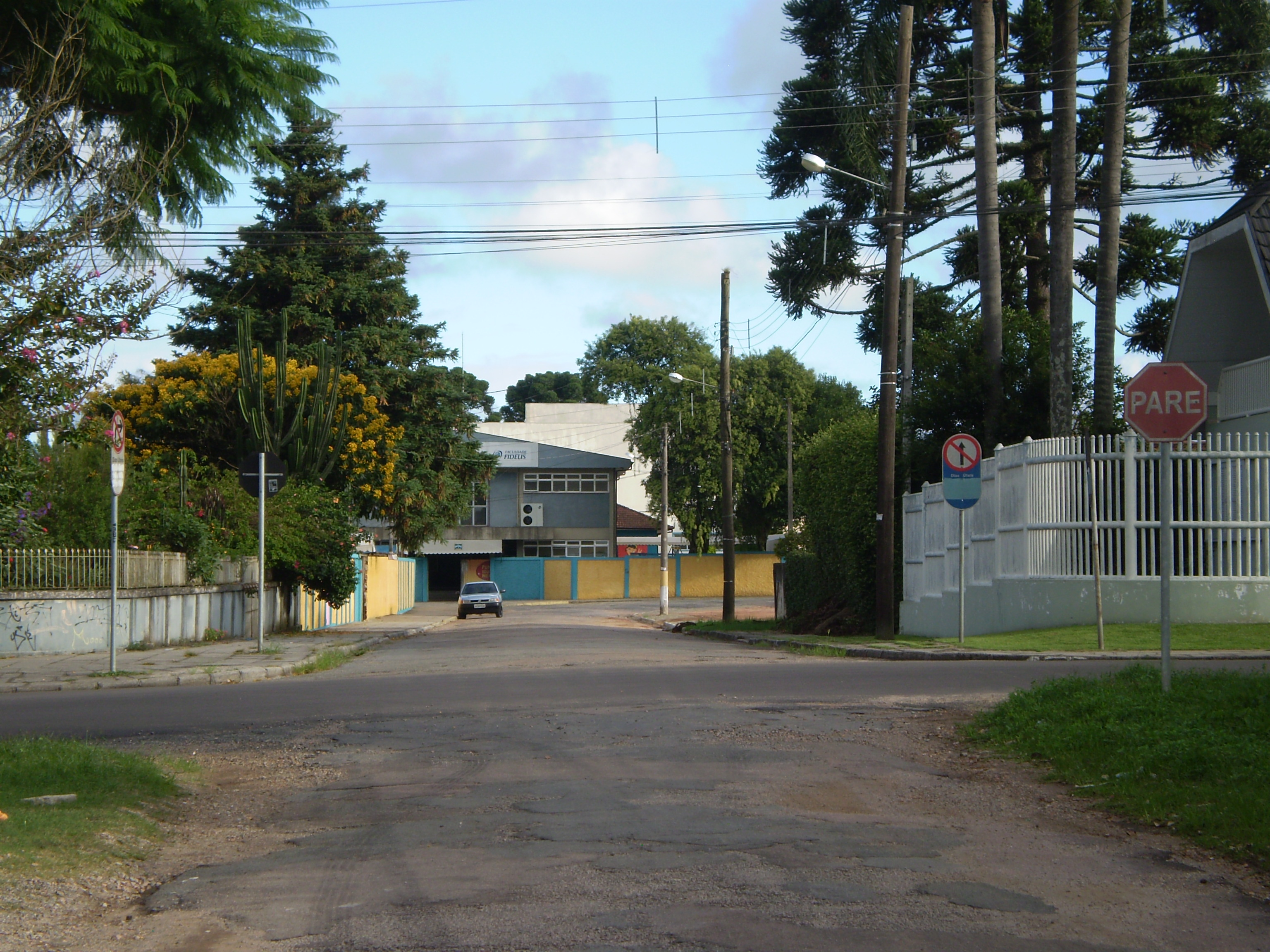
Rua Pastor David Koop no bairro Boqueirão. Ao fundo a Fundação Educacional Menonita